# Поддубно (Островский район)
Поддубно — деревня в Шиковской волости Островского района Псковской области.
Расположена в 54 км к востоку от города Острова и в 8 км к югу от волостного центра, деревни Шики.
Постоянное население по состоянию на 2000 год в деревне отсутствовало.